# Nakano Fujo Sisters
Nakano Fujo Sisters (中野風女シスターズ?), anteriormente conocido como Nakano Fujoshi Sisters, es un grupo femenino japonés de idols formado el 8 de septiembre de 2006. El grupo es principalmente conocido por su alter ego masculino de Fudanjuku, en el cual sus miembros se visten como hombres. El grupo entró en hiatus el 25 de noviembre de 2011 para centrarse a tiempo completo en Fudanjuku, puesto que este era más popular que el anterior.

## Historia
Nakano Fujo Sisters comenzó como un grupo femenino cómico que parodiaba la cultura otaku y fujoshi. Sus miembros originales eran gravure idols y actrices que se consideraban a sí mismas como otaku, quienes realizaban canciones y dramas cómicos, y eventualmente comenzaron a interpretar sus propias canciones. Mientras actuaban en múltiples shows en vivo bajo el nombre de Nakano Fujo Sisters, el grupo formó un alter ego masculino llamado Fudanjuku, con el objetivo de hacer dichas presentaciones más interesantes. Tras su debut con el lanzamiento de su primer CD en 2008, el grupo comenzó a actuar bajo ambos nombres.
El 25 de noviembre de 2011, las actividades de Nakano Fujo Sisters fueron puestas en pausa para centrarse exclusivamente en Fudanjuku, el cual todavía permanace activo y es popular entre adolescentes y mujeres jóvenes.

## Miembros
| Nombre            | Nacimiento                         | Color      |
| ----------------- | ---------------------------------- | ---------- |
| Kana Seguchi      | 16 de septiembre de 1991 (33 años) | Amarillo   |
| Ai Hasegawa       | 6 de febrero de 1990 (35 años)     | Light Blue |
| Kanae Shimokariya | 26 de agosto de 1993 (31 años)     | Naranja    |
| Rei Fujita        | 5 de agosto de 1993 (31 años)      | Púrpura    |
| Emi Tanabe        | 25 de octubre de 1995 (29 años)    | Verde      |
| Kiko Sueyoshi     | 20 de septiembre de 1994 (30 años) | Rojo       |

### Antiguos miembros
| Nombre        | Nacimiento                         | Color       |
| ------------- | ---------------------------------- | ----------- |
| Erika Ura     | 2 de junio de 1986 (38 años)       | Azul        |
| Yūka Konan    | 10 de julio de 1989 (35 años)      | Rojo        |
| Yūka Kyōmoto  | 6 de abril de 1986 (38 años)       | Verde       |
| Maki Fukumi   | 18 de septiembre de 1993 (31 años) | Blanco      |
| Chiaki Kyan   | 13 de marzo de 1984 (41 años)      | Rosa        |
| Mariru Harada | 12 de febrero de 1985 (40 años)    | Naranja     |
| Yōko Inui     | 29 de abril de 1981 (43 años)      | Púrpura     |
| Hirono Arai   | 9 de abril de 1987 (37 años)       | Amarillo    |
| Sae Yamamoto  | 28 de octubre de 1986 (38 años)    | Amarillo    |
| Yūko Kimura   | 17 de agosto de 1982 (42 años)     | Desconocido |
| An Nanba      | 7 de marzo de 1984 (41 años)       | Desconocido |
| Asuka Ruike   | 16 de abril de 1985 (39 años)      | Desconocido |
| Aya Kanai     | 24 de enero de 1985 (40 años)      | Desconocido |